# Huvudsjön, Lappland
Huvudsjön är en sjö i Vilhelmina kommun i Lappland och ingår i Ångermanälvens huvudavrinningsområde. Sjön har en area på 1,09 kvadratkilometer och ligger 480,3 meter över havet. Sjön avvattnas av vattendraget Huvudsjöbäcken.

## Delavrinningsområde
Huvudsjön ingår i det delavrinningsområde (719678-152108) som SMHI kallar för Utloppet av Huvudsjön. Medelhöjden är 519 meter över havet och ytan är 13,67 kvadratkilometer. Det finns ett avrinningsområde uppströms, och räknas det in blir den ackumulerade arean 38,24 kvadratkilometer. Huvudsjöbäcken som avvattnar avrinningsområdet har biflödesordning 3, vilket innebär att vattnet flödar genom totalt 3 vattendrag innan det når havet efter 304 kilometer. Avrinningsområdet består mestadels av skog (78 procent) och sankmarker (11 procent). Avrinningsområdet har 1,09 kvadratkilometer vattenytor vilket ger det en sjöprocent på 8 procent.